# Zoë Vialet
Zoë Vialet (Rotterdam, 27 februari 1983), pseudoniem van Linde Branderhorst, is een Nederlands fotomodel en uitbater van een high class escortservice.
Zoë is model sinds haar vijftiende, en heeft onder meer naakt geposeerd voor de Nederlandse, Kroatische, Mexicaanse, Roemeense en Sloveense edities van het tijdschrift Playboy, en verder voor bladen als Maxim en FHM. Verder heeft ze in Parijs en Londen modeshows gelopen en meegespeeld in een aantal muziekvideoclips voor onder andere TMF. In november 2006 eindigde ze op de 52e plaats in de verkiezing van de 100 mooiste vrouwen ter wereld ("Hemelse Honderd") van het Belgische blad Ché. Zij was de enige Nederlandse in de lijst en liet onder andere Jennifer Lopez en Angelina Jolie achter zich.
Vialet studeerde sociologie aan de Erasmus Universiteit Rotterdam. Voor haar universitair scriptieonderzoek deed zij onderzoek naar de netwerken van chique prostituees, met de bedoeling om na haar studie zelf een "high class" escortservice op te zetten. Dit plan zorgde voor veel publiciteit in met name kranten als De Telegraaf, en het Algemeen Dagblad, diverse tijdschriften en op de radio. Het bureau is opgestart in maart 2006 door Vialet en een mede-zaakvoerder die Vialet begin 2009 uitkocht. Vialet zette hierna Vialet Escortservice op, dat actief is sinds maart 2009. Vialet zette bij deze firma de omstreden "Escort Try Out" op, waar potentiële prostituees het werk als escort eenmalig kunnen proberen.